# Eodiaptomus shihi
Eodiaptomus shihi là một loài động vật giáp xác thuộc họ Diaptomidae. Đây là loài đặc hữu của Ấn Độ.